# Storøya (Stord)
Pour les articles homonymes, voir Storøya.
Storøya est une île norvégienne du comté de Hordaland appartenant administrativement à Stord.

## Description
Rocheuse et couverte d'arbres, elle s'étend sur environ 277 m de longueur pour une largeur approximative de 239 m. 